# Repesca Conmebol-AFC por la clasificación para la Copa Mundial de Fútbol de 2014
La Repesca entre Conmebol y AFC por la clasificación para la Copa Mundial de Fútbol de 2014 se desarrolló en dos partidos, de ida y vuelta, entre Uruguay, que ocupó el quinto puesto del torneo clasificatorio de la Conmebol y Jordania, que ganó la quinta ronda del clasificatorio de la AFC.
Los partidos se disputaron el 13 y 20 de noviembre de 2013.

## Antecedentes
Esta fue la cuarta repesca intercontinental consecutiva para Uruguay, que ya había disputado antes para la clasificación al Mundial de Corea-Japón 2002, ganando a Australia por 3 a 1 en el marcador global. Se enfrentó a nuevamente a Australia en la clasificatoria del Mundial de Alemania 2006, empatando por 1 a 1 en el marcador global, pero quedando eliminado en los lanzamientos desde el punto penal por (4–2) y frente a Costa Rica para el Mundial de Sudáfrica 2010 en la que ganó por 2 a 1 en el marcador global.
Fue también, el primer repechaje intercontinental para Jordania.

## Partidos

### Ida
| 12         | POR        | Mohammad Shatnawi  |     |
| 11         | DEF        | Oday Zahran        | 53' |
| 6          | DEF        | Tareq Khattab      |     |
| 17         | DEF        | Hatem Aqel         |     |
| 2          | DEF        | Sharif Adnan       |     |
| 6          | MED        | Saeed Murjan       |     |
| 19         | MED        | Alaa' Al-Shaqran   |     |
| 13         | MED        | Khalil Bani Attiah | 65' |
| 10         | DEL        | Ahmad Hayel        |     |
| 8          | DEL        | Odai Al-Saify      | 86' |
| 9          | DEL        | Adnan Adous        |     |
| Entrenador | Entrenador | Hossam Hassan      |     |

| 1          | POR        | Martín Silva             |     |
| 16         | DEF        | Maximiliano Pereira      |     |
| 2          | DEF        | Diego Lugano             |     |
| 3          | DEF        | Diego Godín              |     |
| 22         | DEF        | Martín Cáceres           |     |
| 17         | MED        | Egidio Arévalo Ríos      |     |
| 14         | MED        | Nicolás Lodeiro          | 70' |
| 11         | MED        | Christian Stuani         | 70' |
| 7          | MED        | Cristian Rodríguez       |     |
| 9          | DEL        | Luis Suárez              | 81' |
| 21         | DEL        | Edinson Cavani           |     |
| Entrenador | Entrenador | Óscar Washington Tabárez |     |

| 18 | DEL | Tha'er Bawab     | 53' |
| 7  | DEL | Mossab Al-Laham  | 65' |
| 20 | MED | Rakan Al-Khalidi | 70' |

| 6  | MED | Álvaro Pereira | 70' |
| 18 | MED | Gastón Ramírez | 70' |
| 10 | DEL | Diego Forlán   | 81' |

| Anotado | 22'   | Maximiliano Pereira | 0–1 |
| Anotado | 42'   | Christian Stuani    | 0–2 |
| Anotado | 69'   | Nicolás Lodeiro     | 0–3 |
| Anotado | 78'   | Cristian Rodríguez  | 0–4 |
| Anotado | 90'+1 | Edinson Cavani      | 0–5 |

| Amonestado | 9'  | Odai Al-Saify   |
| Amonestado | 45' | Said Murjan     |
| Amonestado | 60' | Mossab Al-Laham |

| Árbitro             | Svein Oddvar Moen  |
| Árbitros asistentes | Kim Thomas Haglund |
| Árbitros asistentes | Frank Andås        |
| Cuarto árbitro      | Dag Vidar Hafsås   |

| 12         | POR        | Mohammad Shatnawi  |     |
| 11         | DEF        | Oday Zahran        | 53' |
| 6          | DEF        | Tareq Khattab      |     |
| 17         | DEF        | Hatem Aqel         |     |
| 2          | DEF        | Sharif Adnan       |     |
| 6          | MED        | Saeed Murjan       |     |
| 19         | MED        | Alaa' Al-Shaqran   |     |
| 13         | MED        | Khalil Bani Attiah | 65' |
| 10         | DEL        | Ahmad Hayel        |     |
| 8          | DEL        | Odai Al-Saify      | 86' |
| 9          | DEL        | Adnan Adous        |     |
| Entrenador | Entrenador | Hossam Hassan      |     |

| 1          | POR        | Martín Silva             |     |
| 16         | DEF        | Maximiliano Pereira      |     |
| 2          | DEF        | Diego Lugano             |     |
| 3          | DEF        | Diego Godín              |     |
| 22         | DEF        | Martín Cáceres           |     |
| 17         | MED        | Egidio Arévalo Ríos      |     |
| 14         | MED        | Nicolás Lodeiro          | 70' |
| 11         | MED        | Christian Stuani         | 70' |
| 7          | MED        | Cristian Rodríguez       |     |
| 9          | DEL        | Luis Suárez              | 81' |
| 21         | DEL        | Edinson Cavani           |     |
| Entrenador | Entrenador | Óscar Washington Tabárez |     |

| 18 | DEL | Tha'er Bawab     | 53' |
| 7  | DEL | Mossab Al-Laham  | 65' |
| 20 | MED | Rakan Al-Khalidi | 70' |

| 6  | MED | Álvaro Pereira | 70' |
| 18 | MED | Gastón Ramírez | 70' |
| 10 | DEL | Diego Forlán   | 81' |

| Anotado | 22'   | Maximiliano Pereira | 0–1 |
| Anotado | 42'   | Christian Stuani    | 0–2 |
| Anotado | 69'   | Nicolás Lodeiro     | 0–3 |
| Anotado | 78'   | Cristian Rodríguez  | 0–4 |
| Anotado | 90'+1 | Edinson Cavani      | 0–5 |

| Amonestado | 9'  | Odai Al-Saify   |
| Amonestado | 45' | Said Murjan     |
| Amonestado | 60' | Mossab Al-Laham |

| Árbitro             | Svein Oddvar Moen  |
| Árbitros asistentes | Kim Thomas Haglund |
| Árbitros asistentes | Frank Andås        |
| Cuarto árbitro      | Dag Vidar Hafsås   |

### Vuelta
| 1          | POR        | Martín Silva             |     |
| 16         | DEF        | Maximiliano Pereira      |     |
| 2          | DEF        | Diego Lugano             |     |
| 3          | DEF        | Diego Godín              |     |
| 22         | DEF        | Martín Cáceres           |     |
| 17         | MED        | Egidio Arévalo Ríos      |     |
| 14         | MED        | Nicolás Lodeiro          | 60' |
| 11         | MED        | Christian Stuani         | 60' |
| 7          | MED        | Cristian Rodríguez       |     |
| 9          | DEL        | Luis Suárez              |     |
| 21         | DEL        | Edinson Cavani           | 81' |
| Entrenador | Entrenador | Óscar Washington Tabárez |     |

| 12         | POR        | Mohammad Shatnawi   |     |
| 11         | DEF        | Oday Zahran         |     |
| 6          | DEF        | Tareq Khattab       |     |
| 17         | DEF        | Hatem Aqel          |     |
| 21         | DEF        | Mohammad Al-Dmeiri  |     |
| 15         | MED        | Shadi Abu Hash'hash |     |
| 2          | MED        | Sharif Adnan        |     |
| 8          | MED        | Mohammad Khair      | 59' |
| 9          | MED        | Adnan Adous         |     |
| 14         | DEL        | Abdallah Deeb       | 86' |
| 10         | DEL        | Ahmad Hayel         | 89' |
| Entrenador | Entrenador | Hossam Hassan       |     |

| 10 | DEL | Diego Forlán   | 60' |
| 18 | MED | Gastón Ramírez | 60' |
| 13 | DEL | Abel Hernández | 81' |

| 13 | MED | Khalil Bani Attiah | 60' |
| 23 | DEL | Yusuf Al-Rawashdeh | 86' |
| 18 | DEL | Tha'er Bawab       | 89' |

| Amonestado | 90'+2 | Diego Godín |

| Amonestado | 20' | Mohammad Al-Dmeiri |
| Amonestado | 22' | Adnan Adous        |
| Amonestado | 22' | Oday Zahran        |

| Árbitro             | Jonas Eriksson     |
| Árbitros asistentes | Mathias Klasenius  |
| Árbitros asistentes | Daniel Wärnmark    |
| Cuarto árbitro      | Stefan Johannesson |

| 1          | POR        | Martín Silva             |     |
| 16         | DEF        | Maximiliano Pereira      |     |
| 2          | DEF        | Diego Lugano             |     |
| 3          | DEF        | Diego Godín              |     |
| 22         | DEF        | Martín Cáceres           |     |
| 17         | MED        | Egidio Arévalo Ríos      |     |
| 14         | MED        | Nicolás Lodeiro          | 60' |
| 11         | MED        | Christian Stuani         | 60' |
| 7          | MED        | Cristian Rodríguez       |     |
| 9          | DEL        | Luis Suárez              |     |
| 21         | DEL        | Edinson Cavani           | 81' |
| Entrenador | Entrenador | Óscar Washington Tabárez |     |

| 12         | POR        | Mohammad Shatnawi   |     |
| 11         | DEF        | Oday Zahran         |     |
| 6          | DEF        | Tareq Khattab       |     |
| 17         | DEF        | Hatem Aqel          |     |
| 21         | DEF        | Mohammad Al-Dmeiri  |     |
| 15         | MED        | Shadi Abu Hash'hash |     |
| 2          | MED        | Sharif Adnan        |     |
| 8          | MED        | Mohammad Khair      | 59' |
| 9          | MED        | Adnan Adous         |     |
| 14         | DEL        | Abdallah Deeb       | 86' |
| 10         | DEL        | Ahmad Hayel         | 89' |
| Entrenador | Entrenador | Hossam Hassan       |     |

| 10 | DEL | Diego Forlán   | 60' |
| 18 | MED | Gastón Ramírez | 60' |
| 13 | DEL | Abel Hernández | 81' |

| 13 | MED | Khalil Bani Attiah | 60' |
| 23 | DEL | Yusuf Al-Rawashdeh | 86' |
| 18 | DEL | Tha'er Bawab       | 89' |

| Amonestado | 90'+2 | Diego Godín |

| Amonestado | 20' | Mohammad Al-Dmeiri |
| Amonestado | 22' | Adnan Adous        |
| Amonestado | 22' | Oday Zahran        |

| Árbitro             | Jonas Eriksson     |
| Árbitros asistentes | Mathias Klasenius  |
| Árbitros asistentes | Daniel Wärnmark    |
| Cuarto árbitro      | Stefan Johannesson |

## Clasificado
| Bandera de Uruguay |
| Uruguay            |
|                    |
| 12.ª participación |